# ارنست هاس (ورزشکار)
ارنست هاس (انگلیسی: Ernst Haas؛  – ) قایقران روئینگ اهل سوئیس بود.
وی در مسابقات کشوری و بین‌المللی در مجموع برندهٔ ۲ مدال نقره شده‌است.